# 2269 Efremiana
2269 Efremiana è un asteroide della fascia principale del diametro medio di circa 22,92 km. Scoperto nel 1976, presenta un'orbita caratterizzata da un semiasse maggiore pari a 3,1261481 UA e da un'eccentricità di 0,0878436, inclinata di 15,38303° rispetto all'eclittica.
L'asteroide è dedicato al paleontologo e scrittore russo Ivan Antonovič Efremov.